# Reserva Aquicuana
La Reserva Municipal Aquicuana es un área natural protegida ubicada a unos 20 km de la ciudad de Riberalta, al norte de Bolivia y directamente en medio de la Amazonía. Se encuentra aquí el Lago San José, un centro de retiro medicinal, Pisatahua, y dos comunidades, San José y Warnes. Su nombre, Aquicuana, viene del nombre ancestral del lago, el cual fue bautizado Aquicuana en la lengua indígena Tacana, y significa lugar de grandes árboles.

## Historia
Oficialmente apareció en 1995, cuando el municipio de Riberalta puso la primera ley de protección para el Lago San José. Después, en 2004, la municipalidad extendió las fronteras de la reserva a las 1,600 hectáreas.
En 2016, con la colaboración de las comunidades locales, la municipalidad de Riberalta y las asociaciones Sustainable Bolivia y Fundación Amazonía, la reserva se expandió alcanzando más de 20.000 hectáreas. El objetivo de hacer del lugar una reserva oficial, era protegerla de la expansión de la agricultura y la ganadería intensiva, la deforestación, la minería y la extracción de sus recursos naturales, a la vez que preservar una vida digna para las comunidades que allí habitan.

## Ubicación
La reserva está situada en plena selva amazónica, ubicada administrativamente en el municipio de Riberalta de la provincia de Vaca Díez en el departamento del Beni, al norte de Bolivia. La reserva también está cerca del límite con el municipio de San Pedro del departamento de Pando, y de Brasil. Debido a su cercanía con la ciudad de Riberalta, se puede llegar desde ahí tomando un taxi (motocicleta o coche).

## Clima
Como cualquier reserva en la selva, Aquicuana tiene un entorno y un clima húmedo y tropical. Es caluroso y húmedo entre los meses de octubre a abril, y seco, aunque caluroso entre mayo y septiembre. Las temperaturas no exceden los 35 grados, pero pueden descender a menos de 20 grados cuando llega el frío viento del sur. Aun así, durante la época húmeda, la lluvia puede alcanzar los 4000mm.

## Biodiversidad
La reserva contiene una gran biodiversidad amazónica, y se han hecho algunos estudios sobre ello. Por el momento, no se ha conseguido un inventario completo. La reserva asegura la protección de la naturaleza, pero también permite su observación.

### Mamíferos
Los mamíferos más conocidos y registrados en la reserva son jaguares, armadillos y monos.

### Anfibios
Hay aproximadamente cuarenta tipos de ranas presentes en la reserva, todas ellas identificadas oficialmente. Podemos mencionar la “rana verde” Pyhllomedusa camba. Puede medir hasta 83 mm. Es conocida por su lentitud y sus dificultades para saltar. Es fácilmente reconocible por su color verde claro. También se puede mencionar el Pipa Pipa, también llamado Sapo común de Suriname. Se le distingue por no emitir canciones de amor para su apareamiento con hembras, como otras especies, sino por romperse a sí mismo el hueso de la garganta.

### Aves
La reserva cuenta ahora con más de 330 especies diferentes de aves. Entre las aves más conocidas en la reserva, se encuentra el Arasarí acollarado (), más conocido como Tucanillo. Se le reconoce fácilmente gracias a su parte baja amarilla con una banda roja amarronada, y tiene la cabeza marrón. También encontramos el Guacamayo Macao (), también reconocible gracias a su colorido. Es una de las 4 especies de Ara visibles en la reserva. Finalmente, se puede ver una especie rara y endémica de la región: el Tororoí Riberalteño (Hylopezus auricularis) (). Está clasificado como “vulnerable” por la Unión Internacional de la Conservación de la Naturaleza (IUCN), por su bajo número de sujetos. Sólo existe en Riberalta y sus alrededores. Tiene una “máscara” marrón alrededor de sus ojos bajo una corona gris con un surco estriado y su parte superior es de color marrón oliva.

### Insectos
Como cualquier parte de la Amazonía, Aquicuana está llena de insectos. Entre los más reconocibles y fácilmente identificables, están las mariposas. La de la banda roja, Biblis Hyperia, es numerosa y puede medir desde 51mm a 76mm, y posee unas alas muy adornadas. Su reverso es de un marrón más claro con una banda rosa. Morpho deidama también es una especie muy presente en la reserva.

## Comunidades
Dos comunidades han vivido en la reserva durante años: Warnes y San José. Ambas tienen un sistema democrático en la elección del presidente de la comunidad. Ambas viven de los recursos de la reserva, como la agricultura y la pesca.

### Warnes
La comunidad de Warnes fue creada en 1957 por ganaderos que querían vivir en una comunidad con menos cantidad de población. Fueron atraídos por el entorno que ofrece este lugar, así que con el fin de tener acceso a una educación y al agua, formalizaron una comunidad el 16 de junio de 1957.
La comunidad vive exclusivamente de la explotación de los recursos naturales. El cultivo de la tierra, la cosecha de la almendra brasileña, la pesca y la cría rigen el día a día de los habitantes de la comunidad.

### San José
La comunidad de San José es menos accesible que la comunidad de Warnes. Por esta razón, está menos desarrollada y tiene menos infraestructura. Fue fundada en 1975 por 15 familias que se asentaron cerca del río para dedicarse a la explotación del caucho. De hecho, la compañía “Casa Suárez” (ver Nicolás Suárez Callaú) estuvo muy presente por esa época en la región y contrató a mucha gente. A pesar del prácticamente cierre instantáneo de la producción de caucho, la comunidad permaneció en estas tierras.
Hoy día, la comunidad tiene 27 familias, aproximadamente unas 200 personas. La comunidad vive también del arroz, la banana y del cultivo de yuca. Cualquier cosa que no sea consumida, se vende en el mercado de Riberalta. Y también como en Warnes, el presidente de la comunidad es elegido cada dos años por los cabezas de familia (tanto hombres como mujeres).

## Ecoturismo
Las comunidades se organizan entre ellas para proporcionar excursiones para turistas que desean explorar la selva amazónica. La idea es asegurar que los turistas puedan visitar la reserva a la vez que respetan la naturaleza.

## Pisatahua
Pisatahua es un retiro integrativo de plantas medicinales y ayahuasca, situado en la misma reserva. Este entorno ofrece un lugar inmerso en la amazónica, a la vez que trabaja con las plantas medicinales tradicionales.